# Stazione di Gwangmyeong
La stazione di Gwangmyeong è la prima fermata dei treni KTX provenienti da Seul e diretti a sud. È stata costruita per servire la popolazione residente nella parte meridionale della capitale della Corea del Sud.

## Storia
La costruzione della stazione iniziò nel 1999, e venne terminata il 27 marzo 2004. Il nome inizialmente doveva essere Namseoul, ma venne cambiato in Gwangmyeong.

### Linee in costruzione
- Linea Sinansan (apertura prevista per il 2018)

## Edificio
La stazione è costruita in acciaio e vetro, con grandi spazi aperti sui binari in trincea, visibili dal livello terreno della stazione. All'esterno si trovano parcheggi e diversi servizi. Inizialmente fu pensata per essere la stazione di testa per i servizi KTX e per questo è chiamata Aeroporto di Gwangmyeon dagli appassionati di ferrovia, viste le grandi dimensioni a dispetto dell'effettivo utilizzo.